# Kepler-78 b
Kepler-78 b (ранее известная как KIC 8435766 b) — экзопланета, обращающаяся вокруг звезды Kepler-78.

## Характеристики
Kepler-78 b немного крупнее Земли. По физическим характеристикам она может быть скорее названа двойником Земли, чем суперземлёй. Расчёты по данным спектрографов показали, что диаметр Kepler-78 b составляет 1,173 диаметра Земли (порядка 15000 километров), масса составляет 1,69–1,85 масс Земли. Плотность планеты равна 5,3–5,6 г/см³, что означает приблизительно такое же внутреннее её строение, как и Земли — на основе железо-кремниевой композиции. Однако, немецкий учёный Арти Хатцес, обработав эти же данные по своей методике, получил другое значение массы — 1,31 ± 0,24 массы Земли, что даёт среднее значение плотности 4,5 ± 2,1 г/см³.
Kepler-78 b чрезвычайно близка к своей звезде — расстояние до звезды составляет всего 1,5 миллиона километров (0,01 а.е.), а продолжительность оборота вокруг материнской звезды составляет всего 8,5 часа. Альбедо планеты составляет 20–60%, а из-за чрезвычайной близости к звезде вся освещённая сторона планеты нагрета, по различным оценкам, в интервале 2100—2800 °C. Поверхность планеты, видимо, вся покрыта огромным океаном лавы, что делает её скорее лавовой планетой, чем планету земной группы в привычном понимании.
Расчёты были выполнены на основании гравитационных возмущений орбиты звезды. Обычно планеты земной группы слишком слабо влияют на орбиту звезды из-за очень малой массы, однако из-за очень тесной орбиты гравитационное влияние планеты на звезду Kepler-78 стало заметно.
Причина, по которым Kepler-78 b оказалась так близка (в 100 раз ближе, чем Земля к Солнцу и в 5 раз, чем типичный горячий юпитер) к своей звезде, пока что остаётся загадкой: расстояние до своей материнской звезды меньше 1,5 диаметров самой звезды. Сформироваться столь близко к своей звезде она не могла, и в то же время неизвестен механизм, по которому она смогла столь сильно приблизиться к своей звезде. Из-за очень тесной орбиты Kepler-78 b спустя 3 миллиарда лет, постепенно приближаясь к своей звезде, упадёт на неё и прекратит своё существование.

## Обнаружение
Из-за очень тесной орбиты Kepler-78 b не только проходит транзитом по диску своей звезды, но также и меняет фазы, отражая свет звезды, на основании чего удалось составить характеристики альбедо планеты.